# Heinrich Anton Carl Berger

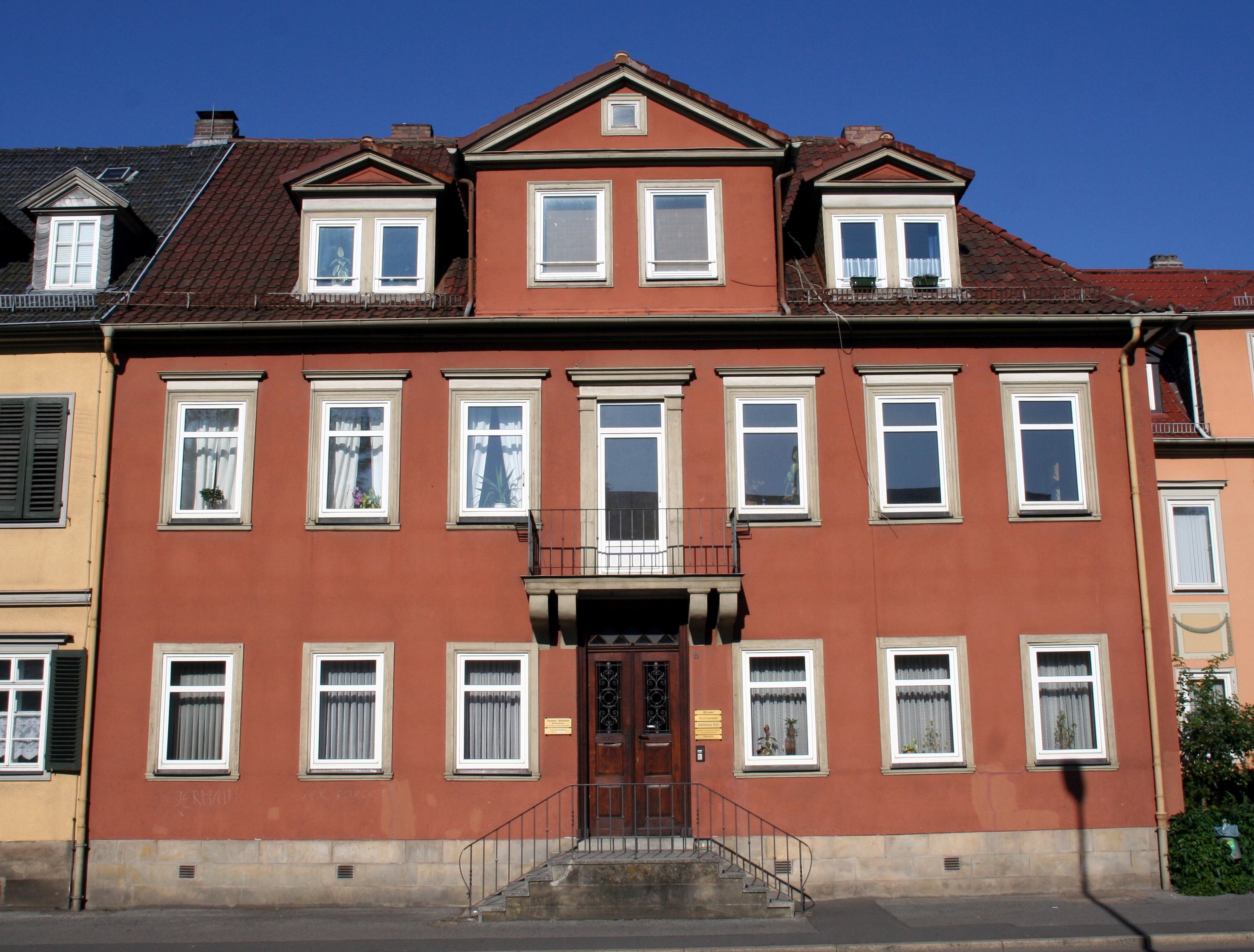
Walmdachhaus von Carl Berger in Coburg

Heinrich Anton Carl Berger (* 9. November 1796 in Coburg; † 1861) war ein deutscher Arzt, Fossiliensammler, Geologe und Paläontologe.

## Leben und Wirken
Während seines Medizin-Studiums, in das er sich am 4. Mai 1815 immatrikulierte, wurde er vermutlich Mitglied der Urburschenschaft in Jena. Zwischenzeitlich studierte er in Würzburg (Immatrikulation am 2. Mai 1817) und Berlin (Immatrikulation 4. November 1817 bis 14. Juni 1818). 1817 nahm er am Wartburgfest teil. 1819 wurde er in Jena zum Dr. med. promoviert.
Am 2. Januar 1820 vermählte er sich mit Johanna Sophie Augusta Ulrike Schön. Sein einziger Sohn Johann Georg August Carl Berger, zweiter Assistent bei der Registratur der Herzoglichen Cammer, verstarb am 31. Juli 1848 im Alter von 27 Jahren.
Hauptberuflich war er Arzt und Medizinalrat in Coburg. Um 1859 zog er nach Hildburghausen. Er war Mitglied der Mineralogischen Gesellschaft zu Jena (3. September 1815) und der Gesellschaft Deutscher Naturforscher und Ärzte und erforschte die Geologie und Paläontologie der Gegend um Coburg, insbesondere aus der Trias. Er stand früh in Kontakt mit Lorenz Oken (Professor in Jena und Teilnehmer Wartburgfest), der im September 1828 Exponate und Zeichnungen von Versteinerungen aus seiner Sammlung den Teilnehmern der 7. Versammlung der Naturforscher und Aerzte Deutschlands in Berlin zur Begutachtung vorlegte. Der Versuch, die Blätter und Frucht-Fragmente zu bestimmen, verlief erfolglos. Carl Berger erkannte die wissenschaftliche Bedeutung der fossilen Coburger Pflanzenfunde und erreichte bei Ernst I. Anton Carl Ludwig von Sachsen-Coburg-Gotha die Genehmigung, dass, damit wichtige Stücke nicht in einzelne Sammlungen zerstreut werden, die künftigen Pflanzenfunde in die öffentlichen Sammlungen des Landes aufzunehmen sind. 1834 hielt er bei der Versammlung in Stuttgart einen Vortrag über "Das Vorkommen einer Voltzia mit Fructificationen im Keuper von Coburg" und übergab der Gesellschaft seine Schrift "Die Versteinerungen der Fische und Pflanzen im Sandsteine der Coburger Gegend" zur Aufnahme in die Königliche öffentliche Bibliothek.
Er ist Erstbeschreiber der Muschel Unio keuperinus BERGER, 1854 und des Gastropoden "Promathildia" theodorii (BERGER), 1854.
Louis Agassiz benannte ihm zu Ehren im Jahr 1833 den fossilen Fisch Semionotus bergeri. Karl von Seebach benannte 1866 die Muschel Halobia bergeri nach Berger.
Seine Sammlung ging 1863 an die Universität Göttingen.
Sein zweigeschossiges Walmdachhaus jenseits des Ketschentors (Ketschendorfer Strasse 6) in Coburg wurde als Denkmal ausgewiesen.

## Schriften
- Die Versteinerungen der Fische und Pflanzen im Sandsteine der Coburger Gegend, Coburg 1832 Google Books
- Thalassides ist Pachyodon: Semionotus-Arten. Neues Jahrbuch für Mineralogie, Geognosie, Geologie und Petrefakten-Kunde, Jahrgang 1843, 86 Archive
- Die Keuperformation mit ihren Conchylien in der Gegend von Coburg beschrieben. Neues Jahrbuch für Mineralogie, Geognosie, Geologie und Petrefakten-Kunde, Jahrgang 1854, 408 – 414 Archive
- Die Versteinerungen im Röth von Hildburghausen. Neues Jahrbuch für Mineralogie, Geognosie, Geologie und Petrefakten-Kunde, Jahrgang 1859, 168 – 171 Archive
- Die Versteinerungen des Schaumkalks am Thüringer-Wald. Neues Jahrbuch für Mineralogie, Geognosie, Geologie und Petrefakten-Kunde, Jahrgang 1860, 196 – 206 Archive